# Сидоров, Максим Игоревич
Максим Игоревич Сидоров (род. 3 апреля 1996, Ярославль) — российский хоккеист, вратарь.

## Биография
Воспитанник ярославского хоккея. Первый тренер — Сергей Георгиевич Котов.
В сезоне 2012/2013, выступая в первенстве России (до 17 лет), был признан лучшим вратарём. В сезоне 2013/2014 стал серебряным призёром чемпионата России среди юношей 1996 года рождения. Сезоны 2012/2015 провёл в МХЛ в составе «Локо».
С 2015 по 2018 года — выступал в системе ХК «Ак Барс». Играл за главную команду в КХЛ, за аффилированные клуб «Ирбис» в МХЛ и «Барс» в ВХЛ. После сезона 2017/2018 был обменян в «Торпедо» Усть-Каменогорск (Казахстан) из ВХЛ и провёл там 3 сезона. В 2021 году заключил контракт с петербургским СКА, стал играть за команду «СКА-Нева» в ВХЛ. 22 сентября 2022 года дебютировал за СКА в КХЛ — в гостевом матче против «Куньлуня» при счёте 6:1 в пользу СКА на 48-й минуте заменил Дмитрия Николаева и за оставшееся время пропустил две шайбы.
Бронзовый призёр чемпионата МХЛ 2014/15. Победитель регулярного чемпионата 2020/21. Бронзовый призёр открытого чемпионата Казахстана. В сезоне 2022/23 стал обладателем Кубка Континента и бронзовым призёром чемпионата России в составе армейцев.